# Taganrog

Taganrog (rus. Таганро́г) - grad u Rostovskoj oblasti, luka na obali Azovskog mora (u Taganroškom zaljevu, 70 km od Rostova na Donu). Klimatsko morsko lječilište (okolica grada). Od 1937. do 1962. Taganrog je bio upravno sjedište Taganroškog rajona Rostovske oblasti. Nalazi se na popisu povijesnih gradova Rusije.